# Coesyra abductella
Coesyra abductella är en fjärilsart som beskrevs av Walker 1864. Coesyra abductella ingår i släktet Coesyra och familjen praktmalar, Oecophoridae. Inga underarter finns listade i Catalogue of Life.